# Bandits
Bandits är en amerikansk långfilm från 2001. Filmen är regisserad av Barry Levinson och i huvudrollen ser vi Bruce Willis som spelar en bankrånare. Billy Bob Thornton spelar som hans kompanjon och Cate Blanchett en hemmafru som båda bankrånarna blir förälskade i. Filmen nominerades till två Golden Globes, en för Bästa manliga huvudroll - Musikal eller Komedi, Billy Bob Thornton och Bästa kvinnliga biroll - Musikal eller Komedi, Cate Blanchett.

## Handling
Joe (Bruce Willis) och hans kompis Terry (Billy Bob Thornton) rymmer från fängelset med hjälp av en cementbil. Snart blir de kända som "The Sleepover Bandits" eftersom de två på de mest utspekulerade sätt övernattar hos bankdirektörerna och deras familjer bara för att dagen efter råna banken. En uttråkad hemmafru (Cate Blanchett) fattar tycke för Joe och Terry och deras metoder gör dem populära i hela landet. Men det går snart upp för bankdirektörerna att rånarna inte är våldsamma. Därför måste de få den sista kuppen att gå i lås innan det är för sent...

## Tagline
- Two's A Company, Three's A Crime.

## Produktion
Val Kilmer var tänkt för rollen som Joe och Bruce Willis var egentligen tänkt att spela Terry, men på grund av schemakonflikter backade Kilmer ut och Willis tog över rollen som Joe.
Hans Zimmer var påtänkt som kompositör, men Zimmer hade just komponerat musiken till Hannibal och Pearl Harbor i London och hade redan skrivit på för att komponera musiken till Black Hawk Down. Barry Levinson sade att han skulle flytta fram filmen för en senare premiär medan han väntade på den tyske kompositören. Zimmer vägrade.[källa behövs]

## Skådespelare
| Bruce Willis       | – Joseph 'Joe' Blake   |
| Billy Bob Thornton | – Terry Lee Collins    |
| Cate Blanchett     | – Kate Wheeler         |
| Troy Garity        | – Harvey 'Dog' Pollard |
| Brían F. O'Byrne   | – Darill Miller        |
| Stacey Travis      | – Cloe Miller          |
| Bobby Slayton      | – Darren Head          |
| January Jones      | – Claire / Pink Boots  |
| Azura Skye         | – Cheri                |